# Кобылье Городище
Кобылье Городище — деревня в Гдовском районе Псковской области России.
Находится на восточном берегу залива Чудского озера в 2-х км от деревни Самолва. Относится к сельскому поселению «Самолвовская волость».
Автобусное сообщение Псков — Самолва (через Ямм, Низовицы, Ремду — 121 км), Гдов — Самолва (через Ямм — 92 км).

## Население
| 2001 | 2002 | 2010 |
| ---- | ---- | ---- |
| 23   | ↗26  | ↘14  |

## История
Поселение, находящееся наиболее[уточнить] близко к месту Ледового побоища на Узмени у Вороньего камня.
Первое упоминание о городище мы находим в псковских летописях, датированных 6914 годом (1406 н. э.) — «…На Кобыльи были Немцы, а до Пскова не дошли…». Немцы часто были незваными гостями в этих местах ещё со времен Ярослава Мудрого. Поэтому в 1462 году псковское вече принимает решение о создании здесь деревянной крепости, а в ней строят каменную церковь в честь Архистратига Михаила. Об этом свидетельствует запись во 2-й Псковской летописи: «В лето 6970 […] Того же лета псковичи поставиша новый городок и нарекоша его Кобылою.» В Псковской третьей летописи (Строевский список) под тем же годом более подробно описано строительство нового города, правда, без указания его названия:

«В лето 6970. Заложиша псковичи новеи городеч на обидном месте над Великим озером при князи псковском Володимери Ондреевиче и при посаднике степенном Максиме Ларивоновиче; того же лета и свершиша его, и церковь поставиша в ней святого Архаггела Михаила и освящаша. А делаше его мастери псковскии и с волощаны, 60 человек псковскых мастеров, а взяше от него, тако же и от церкви, дела своего мзду оу всего Пскова 60 рублев, а по том придаше 30 роублев.»— Псковские летописи. М., 1955
Аналогичный текст про «Новый городок во Обозерии», и что «до осени совершиша его» имеется в Псковской первой летописи (Тихоновском списке). И уже в следующем 1463-м году, в марте месяце, он выдержал первую немецкую осаду.
А в 1480-м году городок Кобыла был разрушен немцами.

«В лето 6988. […] Того же лета оутаившися немцы да почаше исады жечи и Островцы сожгоша, и приидоша к городкоу Кобылеи, и почаше поушками бити, и взяше городок и дом святого архистратига Михаила плениша, и отместники правыя веры немцы а городок сожгли и церковь, и люди правыя веры мужи и жены и малыя дети, 4000 без 15 моужеи, месяца марта в 5 день, инех с собою повергли, и волости.»— Псковская первая летопись (Погодинский список).
В 1510-м году Кобылье упоминается в Псковских летописях, как опустевшее городище.
Но к 1585—1587 годам в Кобылье Городище уже стоял наместничий двор, и здесь был центр Кобыльского уезда, в который входило 5 губ.
- Полянская (центр — погост Полна).
- Ремецкая (центр — погост Ремда).
- Гвоздинская (центр — погост Гвоздно).
- Маслогостицкая (центр — погост Маслогостицы).
- Мельницкая (центр — погост Мельницы)[6].

Во времена областной реформы, проведённой Екатериной II в 1770-х годах, Кобыльский уезд был упразднён, а его территория вошла в состав Гдовского уезда.
Через село проходят ежегодные автопробеги по местам, связанным с жизнью Александра Невского, — АвтоВече России «Серебряное кольцо Александра Невского».
19 апреля 2009 г. в рамках III Международного военно-исторического фестиваля «Ледовое побоище-2009» была проведена реконструкция битвы.

## Достопримечательности
- Церковь Архангела Михаила (каменная; сооружена псковскими мастерами в 1462 году; колокольня 1854 года). Действующая[9]. Памятник истории и культуры федерального значения (Постановление Совета Министров РСФСР № 1327 от 30 августа 1960)[10][11].
- Памятник Александру Невскому (открыт 29 марта 1992; скульптор Козенюк В. Г.)[12].
- Поклонный крест (29 марта 1992; деревянный; пришёл в ветхость; упал во время урагана в августе 2005; хранится при храме)[13]. В июле 2006 года к 600-летию первого упоминания села Кобылье Городище в Псковских летописях он заменён на бронзовый[14]. Бронзовый поклонный крест отлит в Санкт-Петербурге на средства меценатов Группы «Балтийские стали» (А. В. Остапенко)[15]. Прототипом послужил Новгородский Алексеевский крест. Автор проекта А. А. Селезнев[16]. Отлит бронзовый знак под руководством Д.Гочияева литейщиками ЗАО «НТЦКТ», архитекторы Б. Костыгов и С. Крюков. При реализации проекта использованы фрагменты от утраченного деревянного креста скульптора В. Рещикова[14].
- Фундамент для часовни-маяка Святого Александра Невского (сегодня уже тоже достопримечательность). Первая свая фундамента забита в 15 часов 15 минут 9 мая 2007 года по благословению Архиепископа Псковского и Великолукского Евсевия. Однако несмотря на благословение, наличие разрешительных документов на строительство, председатель Псковского областного комитета по культуре В. В. Остренко запретил продолжение строительства часовни, а Глава администрации Гдовского района поручил В. А. Уралову организовать контроль за соблюдением указаний изложенных в постановление председателя комитета, что с успехом выполняется и по сей день. Меценат работ по созданию фундамента часовни — В. И. Кисличенко. Автор проекта А. А. Селезнёв[17][18][19].
- Часовня Св. Трифона на камне, установлена 24 июля 2013 в 50 метрах от берега. Автор проекта А. А. Селезнёв[20][21].

Памятник Александру Невскому
Бронзовый Памятный крест, установлен в год 600-летия первого упоминания Кобыльего Городища в псковских летописях
Памятник в честь 750-летия со дня Ледовой сечи

## Известные люди
В 1882—1885 годах в местной церкви Михаила Архангела священником служил Дмитрий Фёдоров.